# Толокнянка
Толокня́нка (лат. Arctostáphylos) — род небольших кустарников семейства Вересковые (Ericaceae), приспособленных к жизни в условиях арктического и субарктического климата.

## Название
Научное латинское название растение образовано от др.-греч. ἄρκτος — «медведь», и др.-греч. σταφυλή — «лоза», иные русские названия: медвежья лоза, медвежница, толоконница, мучница, бесплодница, медвежий виноград.

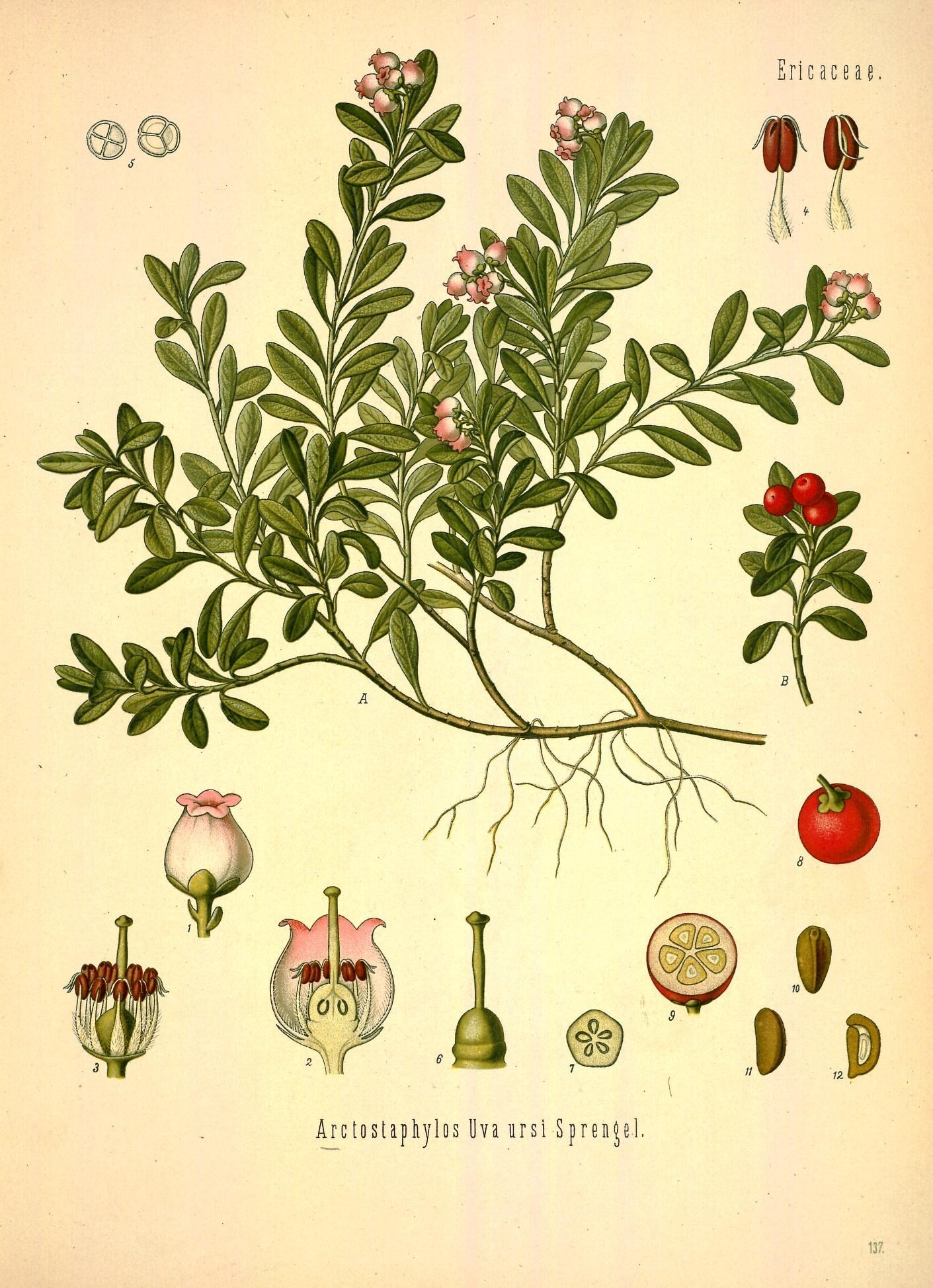
Толокнянка обыкновенная (Arctostaphylos uva-ursi).

## Распространение
Распространены в Северной Америке, Северной Европе, Сибири и в горах Центральной Америки.

## Применение в медицине
В народе толокнянку называют «медвежьими ушками». Согласно народным представлениям, чай из листьев «медвежьих ушек» способствует выведению из организма мочи и часто применяется как народное средство во время заболеваний мочевого пузыря (например, при цистите), облегчающее болевые ощущения. Принимать его лучше обильными порциями, как можно чаще. Чай из толокнянки получается слегка горьковатым, имеет бледно-зелёный оттенок. Во время применения может ощущаться лёгкая сухость во рту, пересыхают губы. Беременным, кормящим грудью, а также детям до 12 лет применение такого чая не рекомендуется. Лист толокнянки известен в аптеках под торговым названием «Урифлорин». Специфический признак при применении — зелёный цвет мочи.

## Применение в промышленности
В связи с высоким содержанием дубильных веществ в листьях и ветках в XIX веке использовалась для выделки сафьяна.
Обладает интересной особенностью — практически не горит.

## Классификация

### Таксономия
- Arctostaphylos Adans., 1763, Fam. Pl. 2: 165

Род Толокнянка относится к подсемейству Арбутовые (Arbutoideae) семейства Вересковые (Ericaceae) порядка Верескоцветные (Ericales). Таксономическая схема в соответствии с Системой APG IV по состоянию на декабрь 2023 года:
|  |                                      |  |                                   |                                   |                      |  | ещё 21 семейство | ещё 21 семейство  |                        |  |                                                            |  | еще 5 родов | еще 5 родов |  |
|  |                                      |  |                                   |                                   |                      |  | ещё 21 семейство | ещё 21 семейство  |                        |  |                                                            |  | еще 5 родов | еще 5 родов |  |
|  |                                      |  |                                   | порядок Верескоцветные            |                      |  |                  |                   | подсемейство Арбутовые |  |                                                            |  |             |             |  |
|  |                                      |  |                                   | порядок Верескоцветные            |                      |  |                  |                   | подсемейство Арбутовые |  | 90 подтвержденных видов и 6 видов, ожидающих подтверждения |  |             |             |  |
|  | отдел Цветковые, или Покрытосеменные |  |                                   |                                   | семейство Вересковые |  |                  |                   | род Толокнянка         |  |                                                            |  |             |             |  |
|  | отдел Цветковые, или Покрытосеменные |  |                                   |                                   |                      |  |                  |                   |                        |  |                                                            |  |             |             |  |
|  |                                      |  | ещё 63 порядка цветковых растений | ещё 63 порядка цветковых растений |                      |  |                  | ещё 8 подсемейств | ещё 8 подсемейств      |  |                                                            |  |             |             |  |
|  |                                      |  |                                   | ещё 63 порядка цветковых растений |                      |  |                  |                   | ещё 8 подсемейств      |  |                                                            |  |             |             |  |

### Виды
По информации базы данных The Plant List (2013), род включает 75 видов:
- Arctostaphylos acutifolia Eastw.
- Arctostaphylos andersonii A.Gray
- Arctostaphylos auriculata Eastw.
- Arctostaphylos australis Eastw.
- Arctostaphylos bakeri Eastw.
- Arctostaphylos × benitoensis Roof
- Arctostaphylos bolensis P.V.Wells
- Arctostaphylos canescens Eastw.
- Arctostaphylos catalinae P.V.Wells
- Arctostaphylos caucasica Lipsch. — Толокнянка кавказская
- Arctostaphylos × cinerea Howell
- Arctostaphylos columbiana PiperYjjver
- Arctostaphylos confertiflora Eastw.
- Arctostaphylos cruzensis Roof
- Arctostaphylos densiflora M.S.Baker
- Arctostaphylos edmundsii J.T.Howell
- Arctostaphylos gabilanensis V.T.Parker & M.C.Vasey
- Arctostaphylos glandulosa Eastw.
- Arctostaphylos glauca Lindl.
- Arctostaphylos glutinosa B.Schreib.
- Arctostaphylos × helleri Eastw.
- Arctostaphylos hispidula Howell
- Arctostaphylos hookeri G.Don
- Arctostaphylos hooveri P.V.Wells
- Arctostaphylos imbricata Eastw.
- Arctostaphylos incognita J.E.Keeley et al.
- Arctostaphylos insularis Greene & Parry
- Arctostaphylos × jepsonii Eastw.
- Arctostaphylos klamathensis S.W.Edwards, Keeler-Wolf & W.Knight
- Arctostaphylos × laxiflora A.Heller ex Eastw.
- Arctostaphylos luciana P.V.Wells
- Arctostaphylos malloryi (W.Knight & Gankin) P.V.Wells
- Arctostaphylos manzanita Parry
- Arctostaphylos × media Greene
- Arctostaphylos mendocinoensis P.V.Wells
- Arctostaphylos mewukka Merriam
- Arctostaphylos montereyensis Hoover
- Arctostaphylos moranii P.V.Wells
- Arctostaphylos morroensis Wiesl. & B.Schreib.
- Arctostaphylos myrtifolia Parry
- Arctostaphylos nevadensis A.Gray — Толокнянка невадская
- Arctostaphylos nissenana Merriam
- Arctostaphylos nortensis (P.V.Wells) P.V.Wells
- Arctostaphylos novoleontis Rehder
- Arctostaphylos nummularia A.Gray
- Arctostaphylos obispoensis Eastw.
- Arctostaphylos oblongifolia Howell
- Arctostaphylos ohloneana M.C.Vasey & V.T.Parker
- Arctostaphylos osoensis P.V.Wells
- Arctostaphylos otayensis Wiesl. & B.Schreib.
- Arctostaphylos × pacifica Roof
- Arctostaphylos pajaroensis J.E.Adams
- Arctostaphylos pallida Eastw.
- Arctostaphylos parryana Lemmon
- Arctostaphylos × parvifolia Howell
- Arctostaphylos patula Greene
- Arctostaphylos pechoensis (Abrams) Dudley ex Abrams
- Arctostaphylos peninsularis P.V.Wells
- Arctostaphylos pilosula Jeps. & Wiesl.
- Arctostaphylos pringlei Parry
- Arctostaphylos pumila Nutt.
- Arctostaphylos pungens Kunth — Толокнянка колючая
- Arctostaphylos purissima P.V.Wells
- Arctostaphylos refugioensis Gankin
- Arctostaphylos regismontana Eastw.
- Arctostaphylos × repens (Howell) P.V.Wells — Толокнянка ползучая
- Arctostaphylos rudis Jeps. & Wiesl.
- Arctostaphylos silvicola Jeps. & Wiesl.
- Arctostaphylos stanfordiana Parry
- Arctostaphylos tomentosa (Pursh) Lindl. — Толокнянка войлочная
- Arctostaphylos uva-ursi (L.) Spreng. typus[1] — Толокнянка обыкновенная
- Arctostaphylos virgata Eastw.
- Arctostaphylos viridissima (Eastw.) McMinn
- Arctostaphylos viscida Parry
- Arctostaphylos wellsii W.Knight

Ещё некоторое число видовых названий этого рода имеют в The Plant List (2013) статус unresolved name, то есть относительно этих названий нельзя однозначно сказать, следует ли их использовать как названия самостоятельных видов — либо их следует свести в синонимику других таксонов.
Ряд видов, традиционно рассматривавшихся в составе рода Толокнянка, сейчас выделены в небольшой род Арктоус (Arctous). Вид Толокнянка альпийская (Arctostaphylos alpina) рассматривается как Arctous alpina (L.) Nied. — Арктоус альпийский, вид Arctostaphylos rubra (Rehder & E.H.Wilson) Fernald — как Arctous rubra (Rehder & E.H.Wilson) Nakai

### Синонимы
- Daphnidostaphylis Klotzsch
- Mairania Desv.
- Schizococcus Eastw.
- Uva-ursi Mill.
- Xerobotrys Nutt.